# المراهقة الصغيرة (فلم)
المراهقةسكس الصغيرة هو فيلم درامي مصري عرض عام 1966، من إخراج محمود ذو الفقار وتأليف اسماعيل القاضى، وبطولة صلاح منصور، أحمد مظهر، نيللي، ليلى فوزي، أحمد رمزي، علية عبد المنعم.

## القصة
سعاد جاد (نيللي) طالبة في المدرسة الثانوية، تعيش مع والدها جاد (صلاح منصور) صاحب الفرن، وامها تفيده (علية عبد المنعم) وتحب الموظف الشاب المنتسب لكلية الحقوق عادل (أحمد رمزي) وهو ابن البقال (حسين عسر) ويجاورهم موظف البنك احمد افندى (أحمد مظهر) وزوجته الست الناظره ليلى (ليلى فوزي) الذين لا ينجبان ويتبنيان سعاد. كان المعلم جاد الجاهل الأمى رجل متزمت وقاسى القلب، ويتعامل مع ابنته بقسوة شديدة تحت شعار إكسر للبنت ضلع، ويفرض عليها رقابة صارمة ويفرض عليها صبيه شلضم (عبد الغني النجدي) لمراقبتها ويمنعها من الاختلاط بزميلاتها ولكن يقف أمامه احمد افندى وزوجته ليلى لمساندة سعاد، ورغم الرقابة الشديدة إلا ان سعاد تتقابل مع حبيبها عادل فوق السطوح ويتفقان على الزواج، ويتقدم عادل مع والده لخطبتها، ويرفض المعلم جاد لإحساسه بأن عادل يطمع في ثروته وييأس عادل فيسافر للأسكندرية في رحلة طويلة، بينما تعانى سعاد من اضطهاد في المنزل وفي المدرسة، ويمنعها والدها من المدرسة بعد ان علم انها تصاحب فيفى (شاهيناز طه) زميلتها في المدرسة. تفكر سعاد في التخلص من سجن البيت وذلك بالبحث عن عريس، ويقع اختيارها على آبيه احمد جارها وأستاذها وتشاغله، ولكنه لايرى فيها سوى إبنته، وفي يوم تسافر فيه زوجته في رحلة مع المدرسة ويذهب احمد إلى إحدى الحانات ويشرب خمراً حتى فقد وعيه ويعود للمنزل سكرانا فتراه سعاد وتختمر في رأسها فكرة لإجباره على الزواج بها فتفتح عليه شقته في صباح البوم التالى وتنام بجواره، وعندما يستيقظ تدعى عليه انه قد نال منها واعتدى عليها ثم تفاجأه بعد عدة أيام بأنها حامل ولابد من الزواج بها، ويخبر زوجته بخطأه فتذهب إلى ابي سعاد جاد وتخبره بالحادث، وانه يجب عليه ان يزوجها من زوجها احمد ولكن المعلم جاد يستل سكينا محاولا ان يطعن احمد افندى، ولكنه يصيب ابنته سعاد بطعنة في صدرها وتنقل للمستشفى، ويحضر عادل من الإسكندرية بعد ان حصل على الليسانس، ويتقدم لسعاد ويفاجأ بما حدث، ولكن سعاد تخبره بأنها كانت خدعة منها وان احمد برئ، ويتم شفاء سعاد ويعود جاد إلى رشده ويوافق على زواجها من عادل.

## الممثلون
- صلاح منصور في دور المعلم جاد
- أحمد مظهر في دور احمد
- نيللي في دور سعاد
- ليلى فوزي في دور ليلى
- أحمد رمزي في دور عصام
- علية عبد المنعم في دور ام سعاد
- عبد الغني النجدي في دور بواب العمارة
- شاهيناز طه في دور شاهيناز
- علية فوزي في دور مدرسة الفصل
- فتحية علي في دور ناظرة المدرسة
- حسين عسر في دور أبو عادل
- عبدالعظيم كامل في دور الدكتور
- أنور مدكور في دور وكيل النيابة
- أشرف عبد الغفور في دور صديق عصام
- عبد المنعم سعودي

## روابط خارجية
- المراهقة الصغيرة على موقع الدهليز
- المراهقة الصغيرة على موقع قاعدة بيانات الأفلام العربية